# Agabus discicollis
Agabus discicollis é uma espécie de escaravelho da família Dytiscidae.
É endémica de Etiópia.